# Steeve Briois
Steeve Briois (Seclin, 28 novembre 1972) è un politico francese.

## Biografia
Nato a Seclin, Briois è figlio di un operaio agroalimentare e di una ragioniera, Marie-Christine Duriez, che nel 2016 è stata eletta consigliere regionale per l'Alta Francia. 
Già all'età di 16 anni comincia ad interessarsi alla politica e aderisce al Fronte Nazionale. Nel 1995 viene eletto consigliere municipale per il comune di Hénin-Beaumont. Nel 1997 si presenta alle elezioni legislative per la circoscrizione del Passo di Calais senza riuscire però ad essere eletto. Nel 1998 abbandona il Fronte Nazionale per aderire al Movimento Nazionale Repubblicano e si fa eleggere consigliere regionale per il Nord-Passo di Calais. Nel 2001 ritornerà poi al suo vecchio partito, dopo che Carl Lang convinse l'allora presidente Jean-Marie Le Pen a reintegrarlo. 
Durante la campagna elettorale per le elezioni legislative del 2002, divenne il responsabile della campagna di Marine Le Pen, che stava correndo per la 13ª circoscrizione del Passo di Calais. In quelle stesse elezioni, inoltre, si ricandidò nuovamente nel 14º distretto del Pas-de-Calais, dove è stato battuto al secondo turno dal deputato uscente Albert Facon.
Nel 2014 viene eletto sindaco di Hénin-Beaumont e successivamente europarlamentare, carica che manterrà fino al 2019. Dal 2018 è vice presidente del Rassemblement National.
Dichiaratamente omosessuale, è sposato con il deputato Bruno Bilde.